# قره‌سو (قره‌سور)
قره‌سو (قزاقی: Қарасу) یک رودخانه در استان قراغندی کشور قزاقستان است.